# Lebajoa Mphongoa
Lebajoa Mphongoa (né le 29 juillet 1974 à Leribe) est un footballeur lésothien. Il joue au poste d'attaquant avec l'équipe sud-africaine d'African Wanderers.

## Référence
1. ↑  (en) Fiche de Mphongoa